# 死海博物館
死海博物館（羅馬化：Matḥaf al-Baḥr al-Mayyit）是位于约旦馬代巴省的历史、自然历史博物馆，主要展出死海历史及周遭歷史文明發展。

## 歷史
死海博物館是為促進觀光業以及讓大眾了解死海而成立，同時也冀望旅客了解保護死海的重要性。該館的建設資金來自日本国际协力机构。
死海博物館於2006年開館，是約旦首間自然历史博物馆。 2015年国际博物馆日，来自南约旦谷的学生在此進行教育導覽。

## 展覽
死海博物館的展品主要為死海周遭的岩石、矿物，而展覽分为四个部分：
- 死海的地质及其形成。
- 死海生态系统與研究。
- 人类对死海的影响、死海對中东文明带来的影響
- 死海的保护、保育，以及死海的生态威胁

## 另見
- 約旦博物館列表（英语：List of museums in Jordan）